# Breitenau (Bas-Rhin)
Pour les articles homonymes, voir Breitenau.
Breitenau est une commune française située dans la circonscription administrative du Bas-Rhin et, depuis le 1er janvier 2021, dans le territoire de la Collectivité européenne d'Alsace, en région Grand Est.
Cette commune se trouve dans la région historique et culturelle d'Alsace.
Ses habitants sont appelés Breitenauviens et Breitenauviennes.

## Géographie

### Localisation
Breitenau occupe un vaste ban d'une superficie de 429 ha qui s'étend d'une part jusqu'au vallon du Giessen d'Urbeis et d'autre part jusqu'à la vallée dite de la Chapelle. Le village occupe une grande partie de son territoire par des escarpements montagneux dont les altitudes varient entre 280 et 330 mètres. La limite orientale de la commune s'étend entre le massif de l'Altenberg (854 m) et les hauteurs du Rougerain. La partie montagneuse qui couvre les trois quarts de la commune est constituée par les sommets du Rougerain (650 m) et de Froide-Fontaine (685 m) qui fait office de frontière avec la commune de Rombach-le-Franc au col du Petit Haut dans la vallée de la Lièpvrette. La partie supérieure du vallon de Froide Fontaine rejoint la vallée d'Urbeis et le col de Fouchy situé à 607 mètres d'altitude et la vallée de Sainte-Marie-aux-Mines. Le village s'étire sur la rive gauche par le Luttenbach et la rive droite, à 330 mètres d'altitude par Neuve-Église. Le hameau de Froide-Fontaine, avant le hameau de Noirceux (hameau de Fouchy) compte encore quelques fermes isolées et d'anciennes fermes transformées en résidences secondaires.

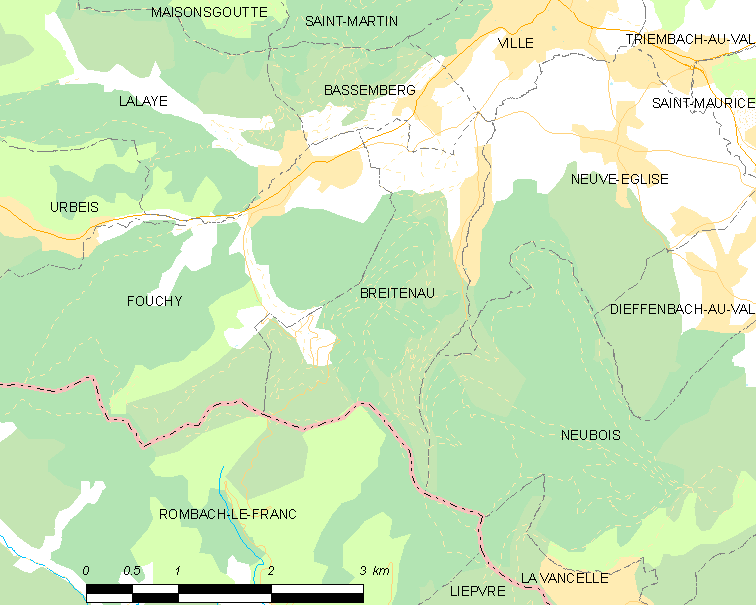
Situation géographique de Breitenau.

### Communes limitrophes
| Bassemberg | Villé                      | Neuve-Église |
| Fouchy     | Breitenau                  |              |
|            | Rombach-le-Franc Haut-Rhin | Neubois      |

### Hameau
- Froide Fontaine.

### Hydrographie

#### Réseau hydrographique
La commune est dans le bassin versant du Rhin au sein du bassin Rhin-Meuse. Elle est drainée par le Giessen et le ruisseau le Lutterbach,.
Le Giessen, d'une longueur de 34 km, prend sa source dans la commune de Urbeis et se jette  dans l'Ill à Ebersmunster, après avoir traversé 18 communes.

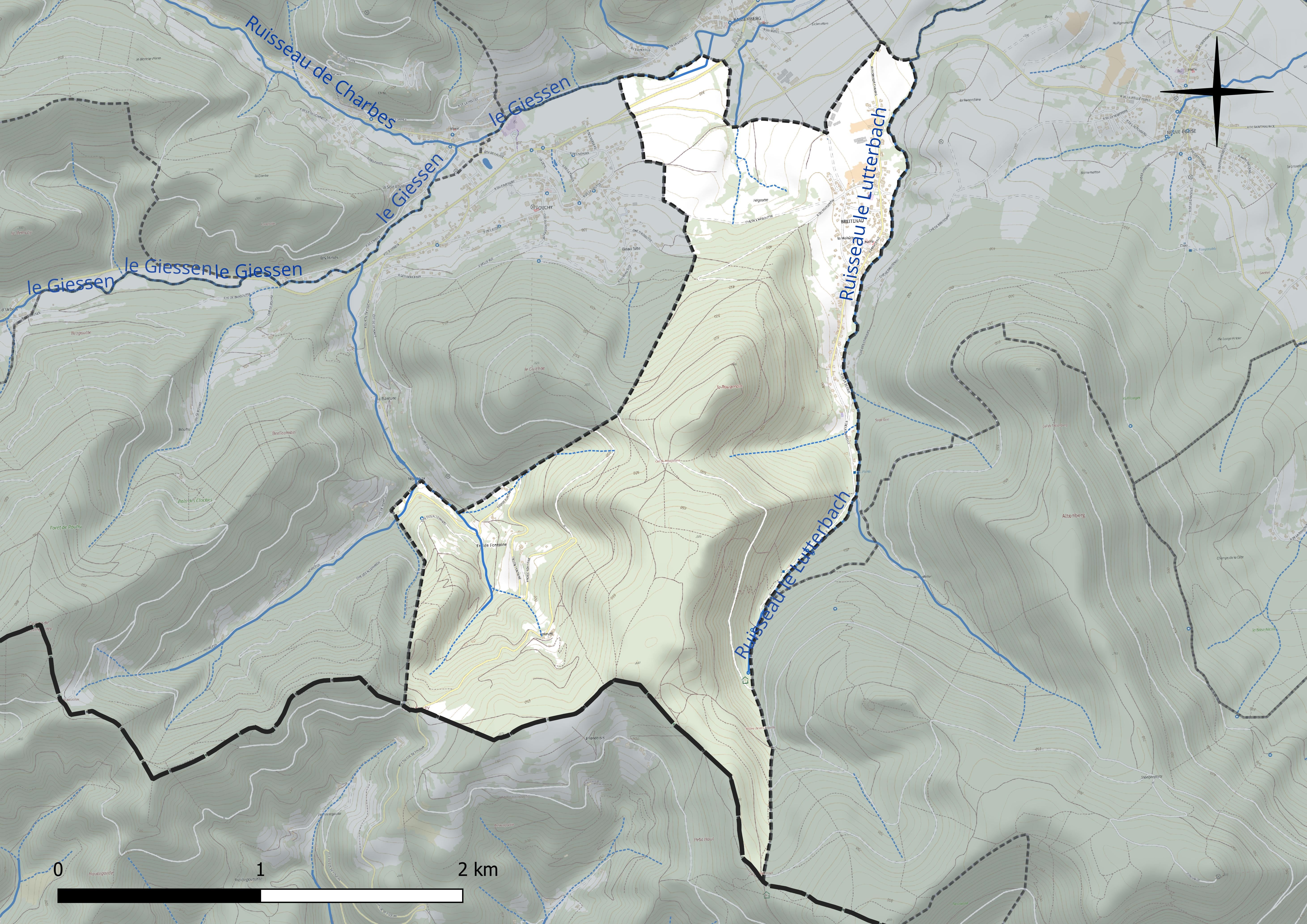
Réseau hydrographique de Breitenau.

#### Gestion et qualité des eaux
Le territoire communal est couvert par le schéma d'aménagement et de gestion des eaux (SAGE) « Giessen Liepvrette ». Ce document de planification concerne les bassins versants du Giessen et de la Lièpvrette. Son périmètre s’étend sur 317 km2. Il a été approuvé le 13 avril 2016. La structure porteuse de l'élaboration et de la mise en œuvre est le Syndicat des eaux et de l'assainissement Alsace Moselle.
La qualité des cours d’eau peut être consultée sur un site dédié géré par les agences de l’eau et l’Agence française pour la biodiversité.

### Climat
Pour des articles plus généraux, voir Climat du Grand Est et Climat du Bas-Rhin.
En 2010, le climat de la commune est de type climat de montagne, selon une étude du Centre national de la recherche scientifique s'appuyant sur une série de données couvrant la période 1971-2000. En 2020, Météo-France publie une typologie des climats de la France métropolitaine dans laquelle la commune est exposée à un climat semi-continental et est dans la région climatique Vosges, caractérisée par une pluviométrie très élevée (1 500 à 2 000 mm/an) en toutes saisons et un hiver rude (moins de 1 °C).
Pour la période 1971-2000, la température annuelle moyenne est de 9,9 °C, avec une amplitude thermique annuelle de 17,3 °C. Le cumul annuel moyen de précipitations est de 1 092 mm, avec 11,1 jours de précipitations en janvier et 10,8 jours en juillet. Pour la période 1991-2020, la température moyenne annuelle observée sur la station météorologique de Météo-France la plus proche, « Ville », sur la commune de Villé à 2 km à vol d'oiseau, est de 11,3 °C et le cumul annuel moyen de précipitations est de 957,7 mm. 
La température maximale relevée sur cette station est de 39,5 °C, atteinte le 13 août 2003 ; la température minimale est de −19 °C, atteinte le 7 février 1991,,.
Les paramètres climatiques de la commune ont été estimés pour le milieu du siècle (2041-2070) selon différents scénarios d'émission de gaz à effet de serre à partir des nouvelles projections climatiques de référence DRIAS-2020. Ils sont consultables sur un site dédié publié par Météo-France en novembre 2022.

## Urbanisme

### Typologie
Au 1er janvier 2024, Breitenau est catégorisée commune rurale à habitat dispersé, selon la nouvelle grille communale de densité à sept niveaux définie par l'Insee en 2022.
Elle est située hors unité urbaine. Par ailleurs la commune fait partie de l'aire d'attraction de Sélestat, dont elle est une commune de la couronne,. Cette aire, qui regroupe 37 communes, est catégorisée dans les aires de 50 000 à moins de 200 000 habitants,.

### Occupation des sols
L'occupation des sols de la commune, telle qu'elle ressort de la base de données européenne d’occupation biophysique des sols Corine Land Cover (CLC), est marquée par l'importance des forêts et milieux semi-naturels (71,7 % en 2018), une proportion sensiblement équivalente à celle de 1990 (71,9 %). La répartition détaillée en 2018 est la suivante : 
forêts (71,7 %), zones agricoles hétérogènes (17,2 %), zones urbanisées (6,5 %), prairies (4,6 %). L'évolution de l’occupation des sols de la commune et de ses infrastructures peut être observée sur les différentes représentations cartographiques du territoire : la carte de Cassini (XVIIIe siècle), la carte d'état-major (1820-1866) et les cartes ou photos aériennes de l'IGN pour la période actuelle (1950 à aujourd'hui).

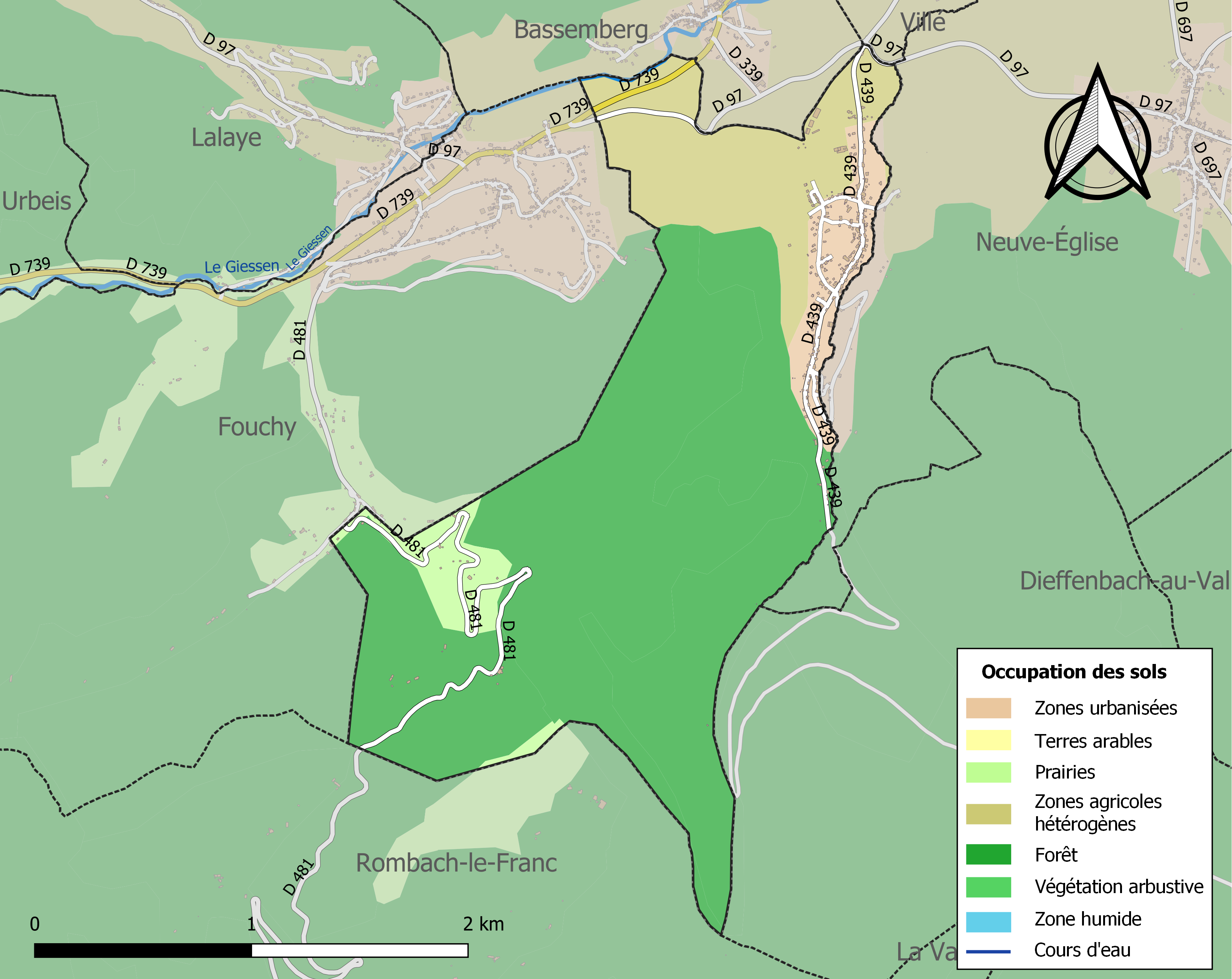
Carte des infrastructures et de l'occupation des sols de la commune en 2018 (CLC).

## Toponymie
Breitenau (Breitnau en alsacien, Bratenau en dialecte roman) apparaît la première fois dans les archives en 1336 sous le nom de Breitenow. En 1359, l’orthographe change et devient Breytenowe.

Le nom est probablement dérivé d’un toponyme faisant référence à la géographie des lieux : l’endroit était couvert par des prairies. Le nom pourrait donc être traduit par « large pré », « die Au » signifiant « pré (ou prairie) humide ». C’est une appellation courante de part et d’autre du Rhin, notamment en plaine.

D'autres au XIXe siècle ont évoqué des racines celtiques, bien vite abandonnées par les historiens actuels.

## Histoire

### Un territoire appartenant au prieuré de Sainte-Foy deSélestat
Le village est déjà cité dès 1135 comme limite du Comte-Ban dont les propriétaires sont les comtes de Frankenbourg et les terres du prieuré de Sainte-Foy de Sélestat où est implantée la commune voisine de Fouchy. La limite se trouve entre le ruisseau du Luttenbach  qui marque encore aujourd'hui la frontière entre Neuve-Église et Fouchy. Le ruisseau est mentionné dans une dination de Frédéric le Borgne (1090-1147) sous le nom de Saltzbach ou Sulzbach ( à rapprocher du rocher de la Salière ou Sultzbüchsel ?). Il n'est pas rare qu'un cours d'eau soit désigné sous les deux noms distincts (Scheer-Giessen).

### Le hameau se développe dans ce vallon proche deFouchy
Le hameau prend forme dans un endroit quelque peu retiré et sauvage qui fait encore partie du village de Fouchy, et donc de Sainte-Foy de Sélestat. Le village apparaît dans l'histoire en 1336 puis en 1359 lorsque Grube (Fouchy) et Breytenowe sont vendus par les Oettingen à l'évêque.
Le territoire communal a connu une exploitation de houille au XIXe siècle à la suite de l'accord d'une concession.

## Politique et administration

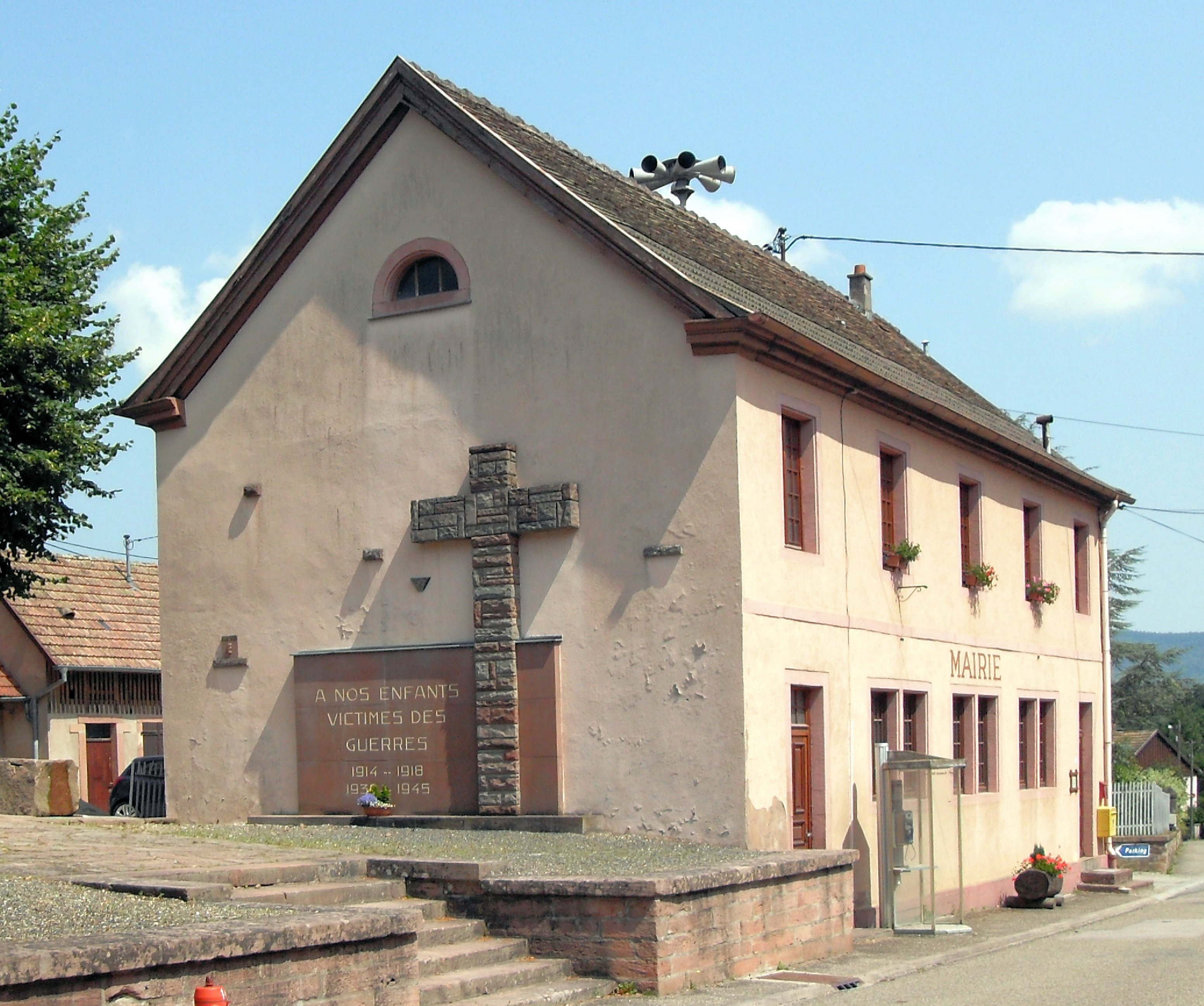
La mairie.

### Liste des maires
| Période                                  | Période                   | Identité                                    | Étiquette | Qualité                                |
| ---------------------------------------- | ------------------------- | ------------------------------------------- | --------- | -------------------------------------- |
| Les données manquantes sont à compléter. |                           |                                             |           |                                        |
| 2001                                     | 2008                      | Claudine Grandgeorge                        |           |                                        |
| mars 2008                                | En cours (au 31 mai 2020) | Serge Janus, Réélu pour le mandat 2020-2026 |           | Président de la communauté de communes |

## Population et société

### Démographie
L'évolution du nombre d'habitants est connue à travers les recensements de la population effectués dans la commune depuis 1793. Pour les communes de moins de 10 000 habitants, une enquête de recensement portant sur toute la population est réalisée tous les cinq ans, les populations de référence des années intermédiaires étant quant à elles estimées par interpolation ou extrapolation. Pour la commune, le premier recensement exhaustif entrant dans le cadre du nouveau dispositif a été réalisé en 2004.

En 2022, la commune comptait 337 habitants, en évolution de +10,49 % par rapport à 2016 (Bas-Rhin : +3,17 %, France hors Mayotte : +2,11 %).
| 1793 | 1800 | 1806 | 1821 | 1831 | 1836 | 1841 | 1846 | 1851 |
| ---- | ---- | ---- | ---- | ---- | ---- | ---- | ---- | ---- |
| 328  | 314  | 276  | 426  | 354  | 420  | 396  | 408  | 395  |

| 1856 | 1861 | 1866 | 1871 | 1875 | 1880 | 1885 | 1890 | 1895 |
| ---- | ---- | ---- | ---- | ---- | ---- | ---- | ---- | ---- |
| 385  | 420  | 453  | 476  | 457  | 438  | 424  | 400  | 358  |

| 1900 | 1905 | 1910 | 1921 | 1926 | 1931 | 1936 | 1946 | 1954 |
| ---- | ---- | ---- | ---- | ---- | ---- | ---- | ---- | ---- |
| 335  | 307  | 302  | 275  | 277  | 243  | 241  | 220  | 223  |

| 1962 | 1968 | 1975 | 1982 | 1990 | 1999 | 2004 | 2006 | 2009 |
| ---- | ---- | ---- | ---- | ---- | ---- | ---- | ---- | ---- |
| 214  | 225  | 232  | 214  | 208  | 258  | 270  | 270  | 302  |

| 2014 | 2019 | 2022 | - | - | - | - | - | - |
| ---- | ---- | ---- | - | - | - | - | - | - |
| 311  | 328  | 337  | - | - | - | - | - | - |

## Économie
Breitenau compte très peu d'agriculteurs(2). Il existe cependant une ferme-auberge près du col de Fouchy. Les employés forestiers exploitent encore activement les collines pentues.

La forêt couvre 282,51 ha, dont 117,87 ha de forêt domaniale, 107,70 ha de forêt communale et 56,94 ha de forêt privée.

### Industrie, commerce et artisanat
La seule activité industrielle du village de Breitenau était constituée par une scierie, aujourd'hui arrêtée, qui débitait une partie des grumes récoltées dans le massif de l'Altenberg. Il existe dans le village un artisan-charpentier et un débardeur dont l'activité dépend de la forêt.

## Culture locale et patrimoine

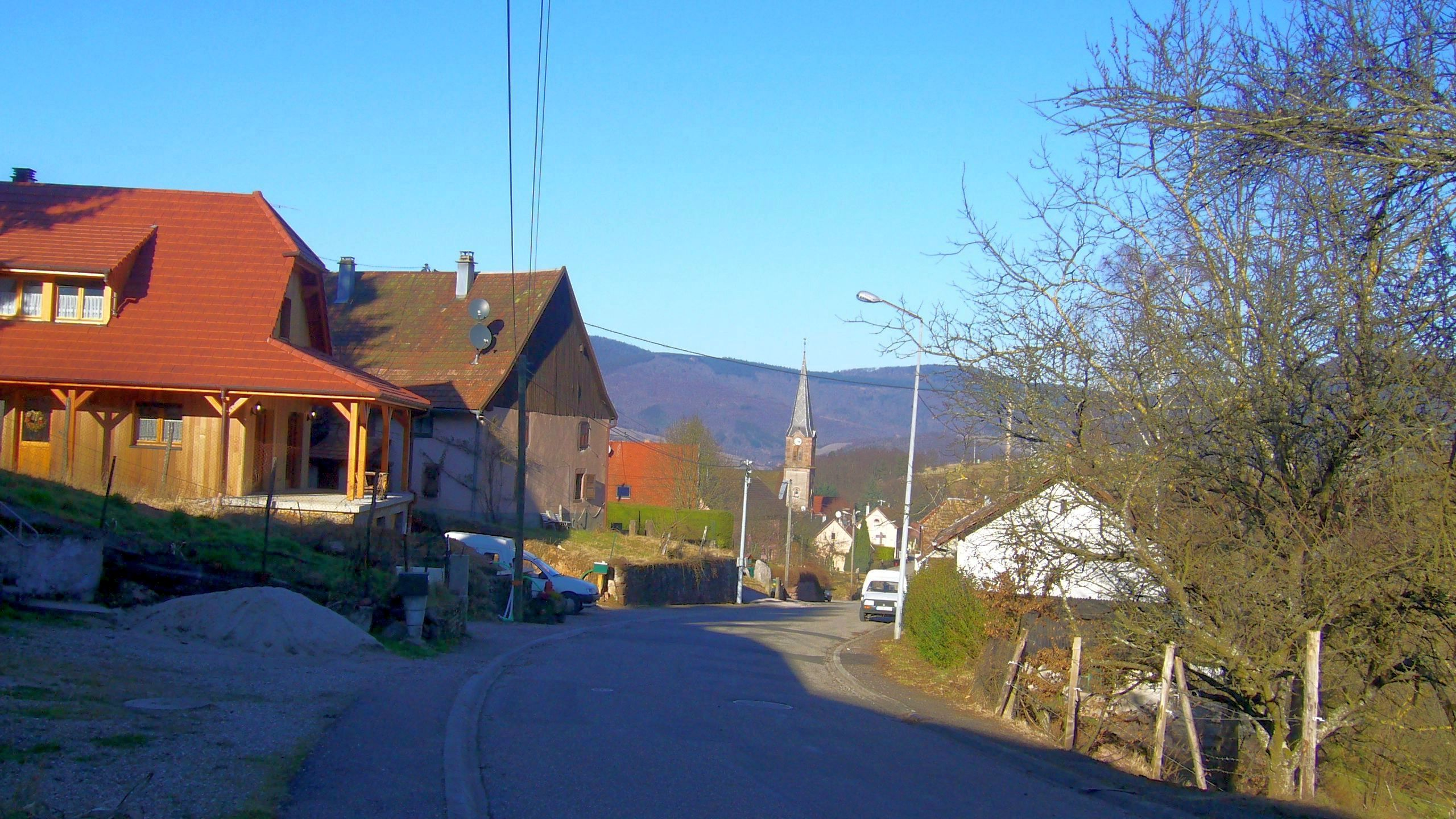
L'église Saint-Dié de Breitenau vue au-dessus du village.

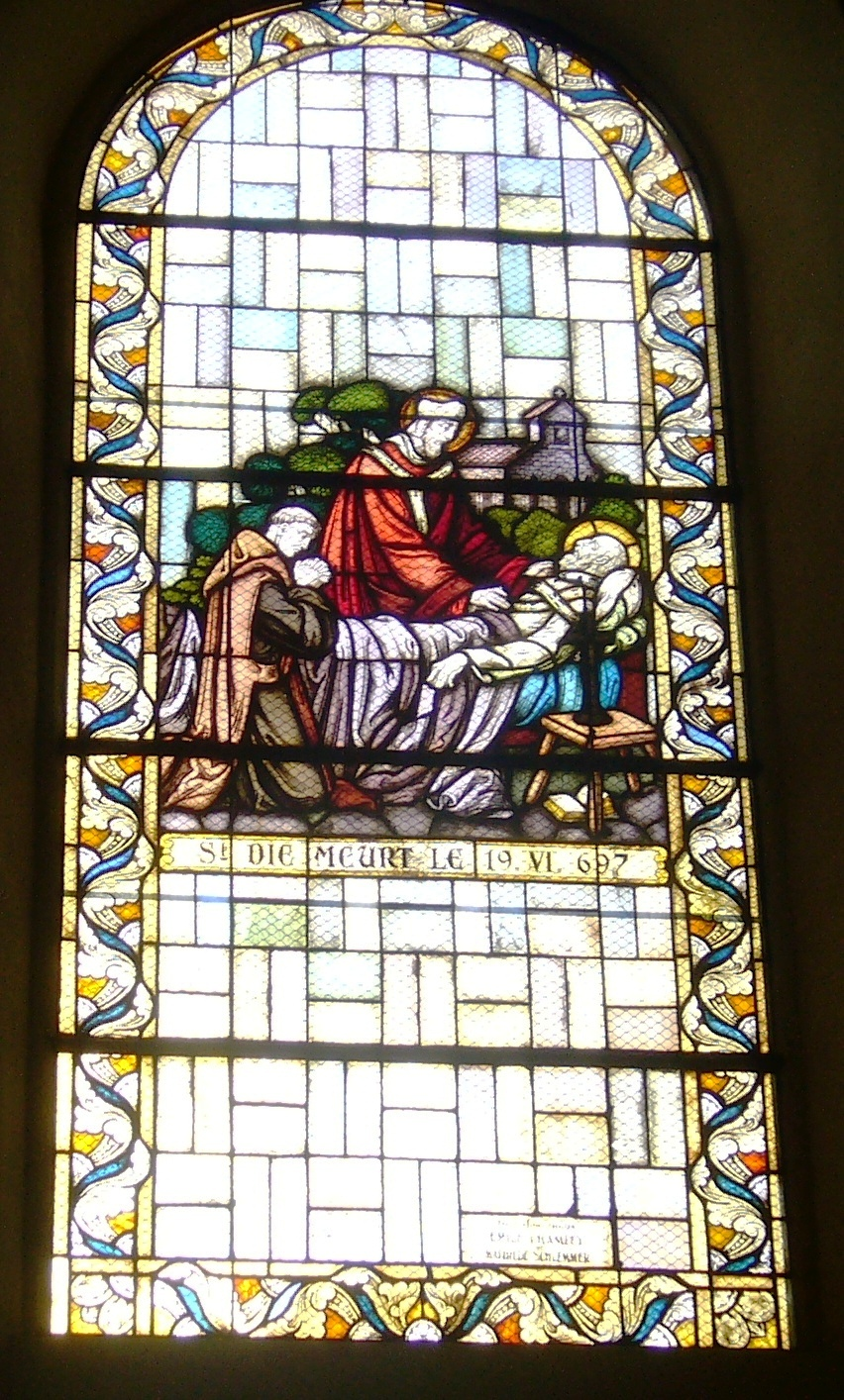
Vitrail représentant le décès de saint Dié, survenu le 19 VI 697.

### Lieux et monuments

#### L'église Saint-Dié
Selon la tradition, saint Déodat aurait fondé un petit ermitage dans un petit vallon proche de Breitenau en passant par le Chalmont où il aurait rencontré saint Arbogaste et un autre moine du nom de Bobolino à qui il aurait demandé de fonder un ermitage dans la région de Lièpvre (Bois l'Abbesse) à l'époque où régnait Sigebert III, roi d'Austrasie (634-656), fils aîné de Dagobert Ier. Saint Déodat serait issu d'une famille noble franque qui aurait occupé le siège épiscopal de Nevers vers le milieu du VIIe siècle. Il aurait été d'abord moine irlandais dans la lignée de saint Colomban. Il a été actif dans la région de Remiremont, puis dans la vallée de l'Arentèle, en amont de Rambervillers. Il serait venu en Alsace en 661.
L'église actuelle date de 1868 et est située au centre du village, à proximité immédiate de la mairie et du monument aux morts. Un escalier en grès mène au parvis que domine la tour-clocher haute d'une vingtaine de mètres et qui donne accès au bâtiment, vaste d'environ 25 m × 15 m. La porte d'entrée, ceinturée d'un arc en grès qui porte l'année de construction - 1868 - est entourée de contreforts placés en oblique sur les angles du clocher. Au premier niveau, une niche reçoit la statue du saint patron. L'étage du clocher est entièrement paré de grès, ouvert sur les autres côtés par des fenêtres géminées surmontées par l'horloge. Les chanfreins des quatre arêtes se retrouvent sur le toit en ardoise joliment couvert en losange régulier qui brisent l'uniformité. La pointe est couronnée d'une croix métallique ajourée.

#### Chapelle dite du «Bonhomme»

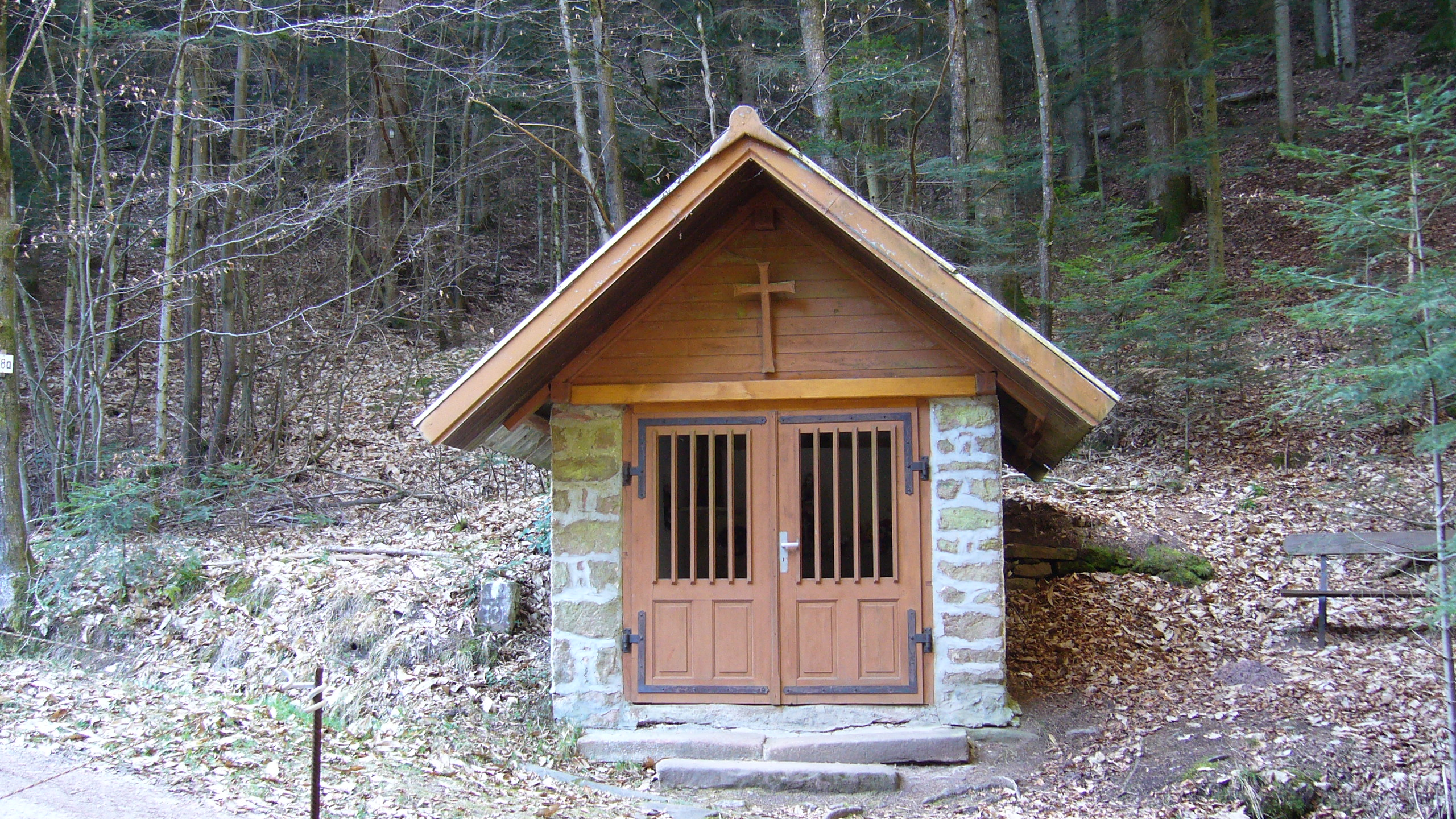
Chapelle de Saint-Dié située dans la forêt de Breitenau.

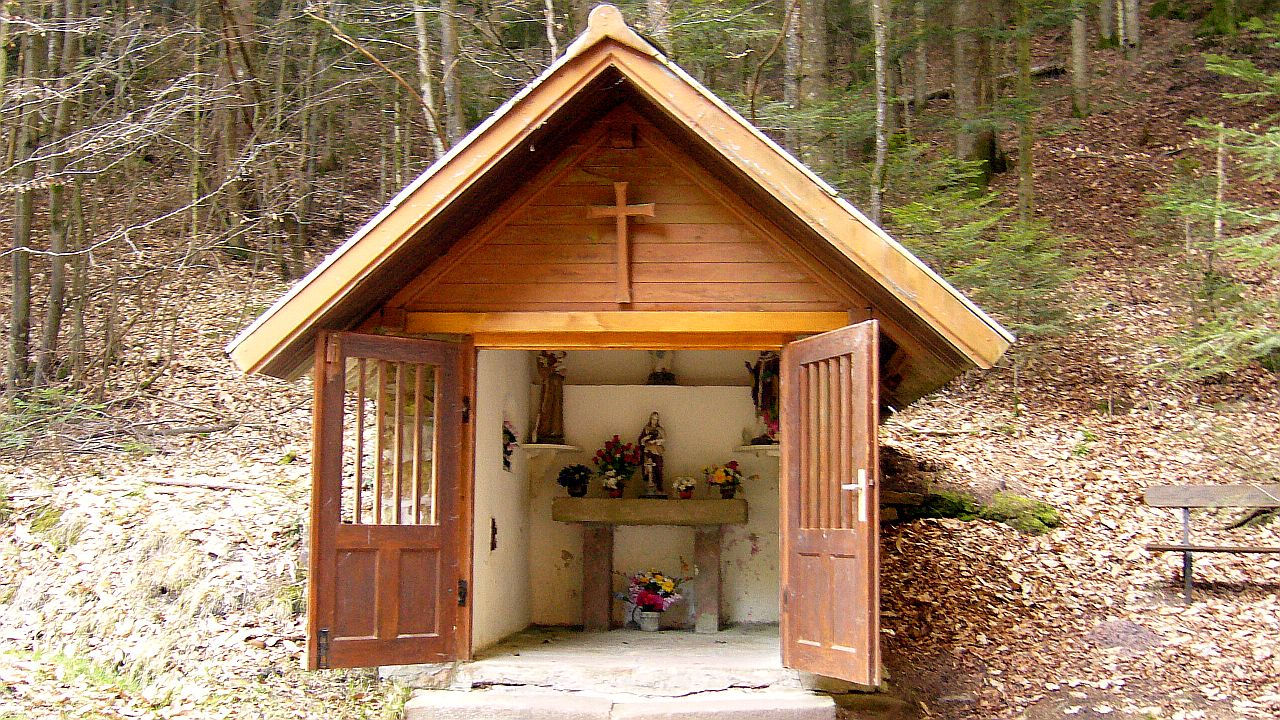
Intérieur de la chapelle de Saint-Dié à Breitenau.

En continuant de marcher, à environ 1 km après l'église de Breitenau, on rentre dans un petit vallon qui permet de se rendre à la Roche des Fées (Haxefelsa) entourée par les pentes de l'Altenberg et du Rougerain. En parcourant le sentier, nous trouvons la chapelle dite du « Bonhomme », cette désignation visant en l'occurrence saint Déodat ou saint Dié. Un peu plus loin jaillit une source dite miraculeuse, baptisée du nom du saint, aujourd'hui captée. Ses eaux pures  et vivifiantes auraient selon la légende, désaltéré le saint ermite pendant son séjour en ces lieux, avant qu'il n'aille vers le Val de Galilée où il fonde une abbaye et la ville qui porte aujourd'hui son nom. Dans ce même vallon, un rocher porte, toujours selon la tradition, la marque de sa crosse et des sabots de son âne. La chronique de Senones, rapporte que Déodatus, moine dont l'origine irlandaise n'est pas prouvée, « enflambé du zèle de ceux qui curieusement recherchent de congnoistre Dieu et le suive (..) s'était retiré dans les Vosges, tenant le chemin droict à la solitude ». La tradition veut qu'il s'arrête ainsi à Breitenau, dans un petit ermitage évoqué par la même chronique. La chapelle a été bâtie en 1850 en remplacement d'une ancienne chapelle en ruines qui se trouvait à 600 mètres plus au sud, et où saint Déodat se serait reposé lorsqu'il traversait cette vallée à dos d'âne pour se rendre du couvent d'Ebersmunster à l'abbaye de Saint-Dié.

#### Petits monuments

##### Croix des Morts ou croix de la Rochire
Cette croix porte le millésime 1731, et est située sur l'ancien chemin reliant Bretenau à Fouchy. Malheureusement, seuls le socle et le piédestal sont d'origine. Avant la construction de l'église en 1868, le cercueil des habitants, qui désiraient se faire inhumer au cimetière de Fouchy, était déposé sur une table en pierre de deux mètres de longueur située au pied de la croix. Là le curé du village venait prendre en charge le défunt. Charbes et Neubois sont les deux seules autres communes à avoir également une croix des morts.

##### La croix du Meunier
Située au carrefour de la D 439 et D 97, la croix date de 1860. Elle a été érigée par la commune de Breitenau et reconstruite car elle avait été renversée par un char américain en 1944. Saint-Maurice et Breitenbach bénéficient également de l'érection d'une croix par la commune.

### Autres curiosités

#### Le rocher du Pas de l'Âne
Ce rocher témoignerait du passage de l'âne de saint Déodat qui a imprimé ses pas dans la pierre, son maître ayant laissé les traces de ses genoux et de sa crosse.

#### La Salière (650m)

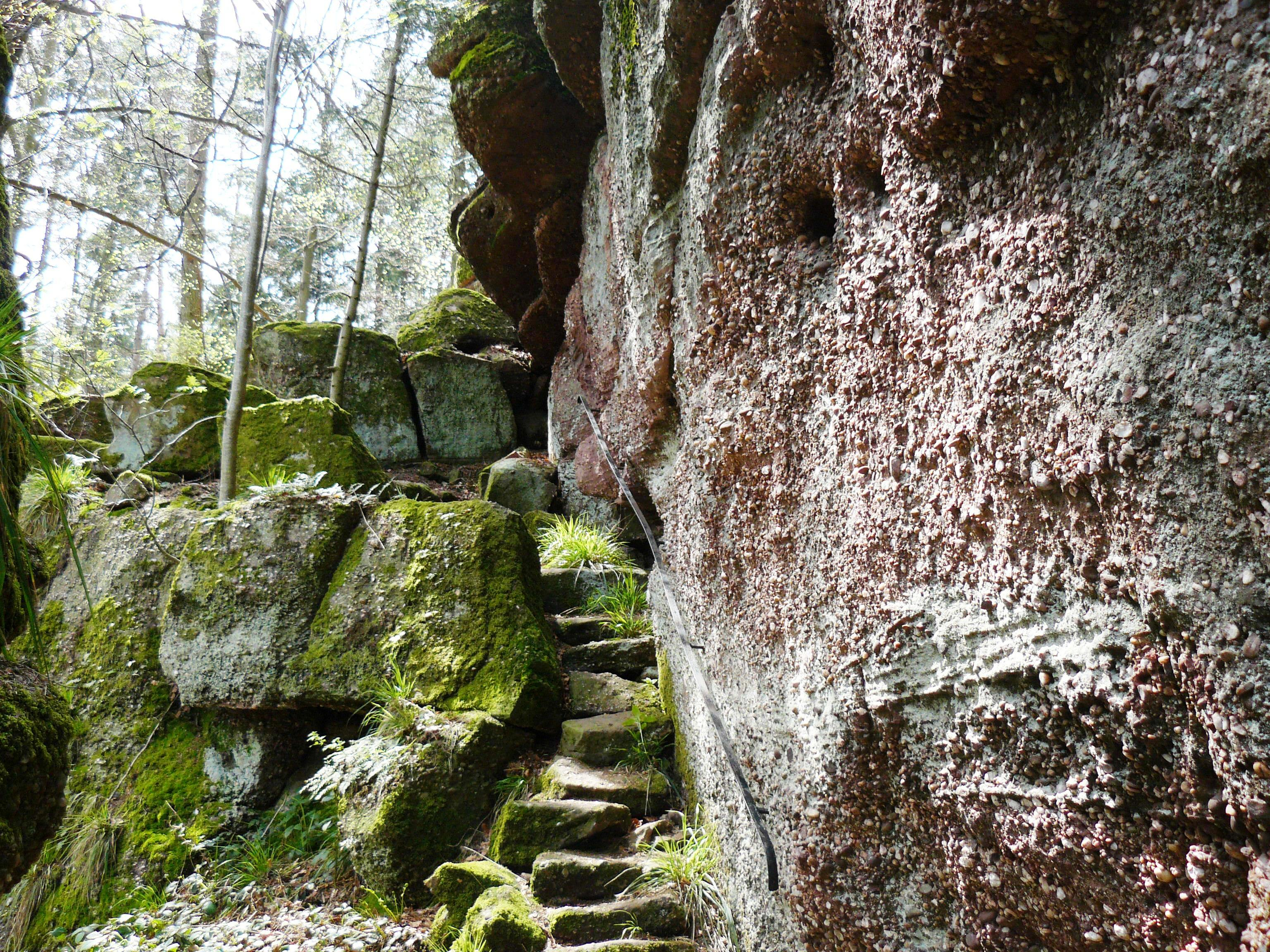
Rocher de la Salière.

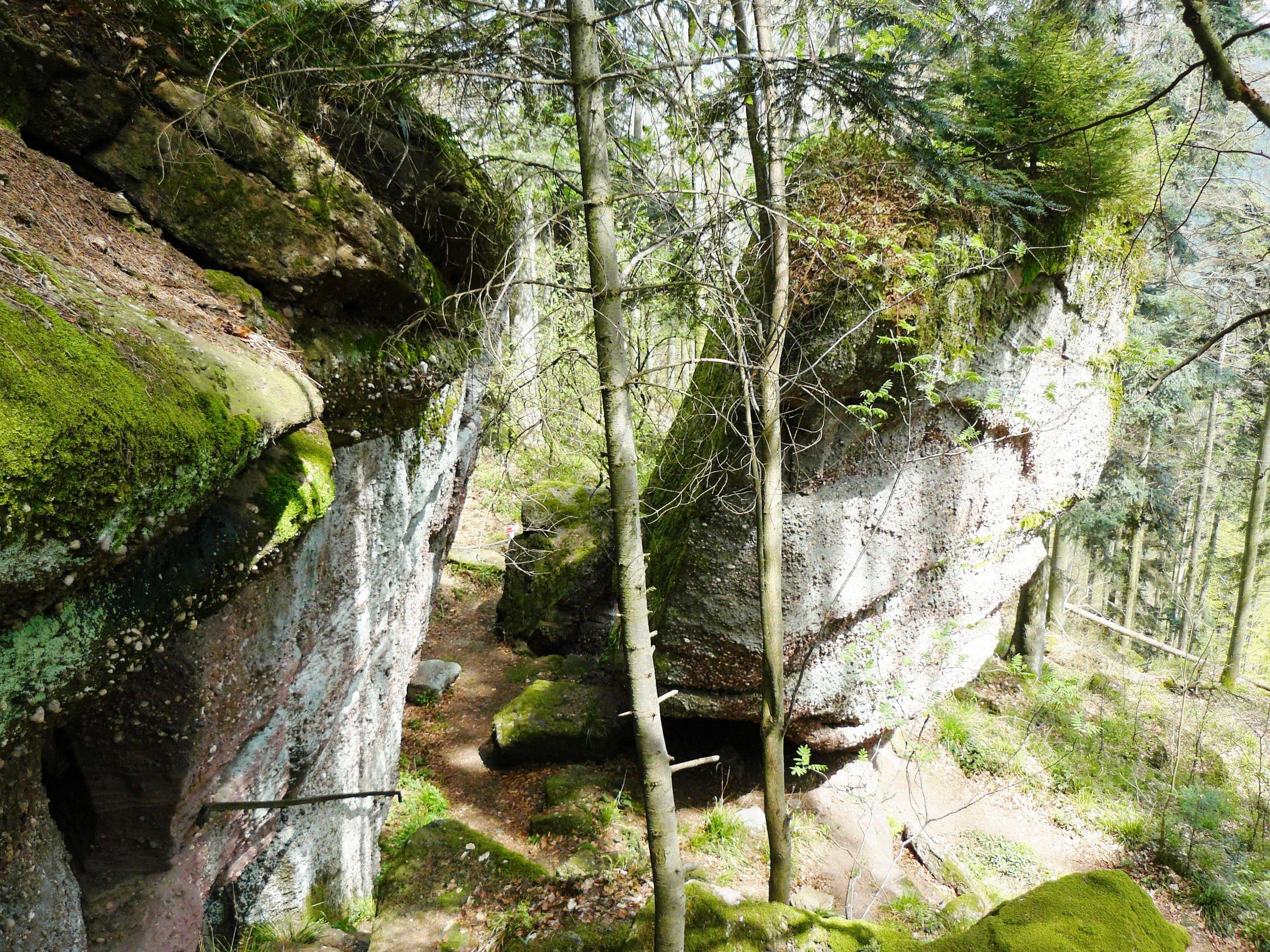
Rocher de la Salière vu depuis sa base.

En allemand appelé Salzbechsel est une curiosité naturelle dominant la vallée de la Chapelle, est un gros rocher de poudingue en équilibre sur une base très étroite ainsi nommé à cause de sa forme et qui ressemble au Rocher du Calice situé près du Grand Rommelstein dans la région d'Abreschviller en Moselle.

#### La roche du Cheval Tombé (689m)
Située au nord de la Salière est un énorme rocher qui doit son nom à un accident survenu à cet endroit. Un certain Schramm de Lièpvre, probablement débardeur, chargeait du bois sur le plateau. Un de ses chevaux de trait s'emballa, s'enfuit et tomba du rocher au pied duquel il s'écrasa. À cet endroit poussent de nombreux résineux, des pins sylvestres, noirs d'Autriche et de Weymouth, des sapins pectinés, des douglas, des épicéas et des mélèzes.

#### La roche Jean Ferry
Surnommé ainsi car la roche servait d'abris à l'homme qui avait tué sa femme et qui, pour survivre, fabriquait des bardeaux.

#### La roche des Fées

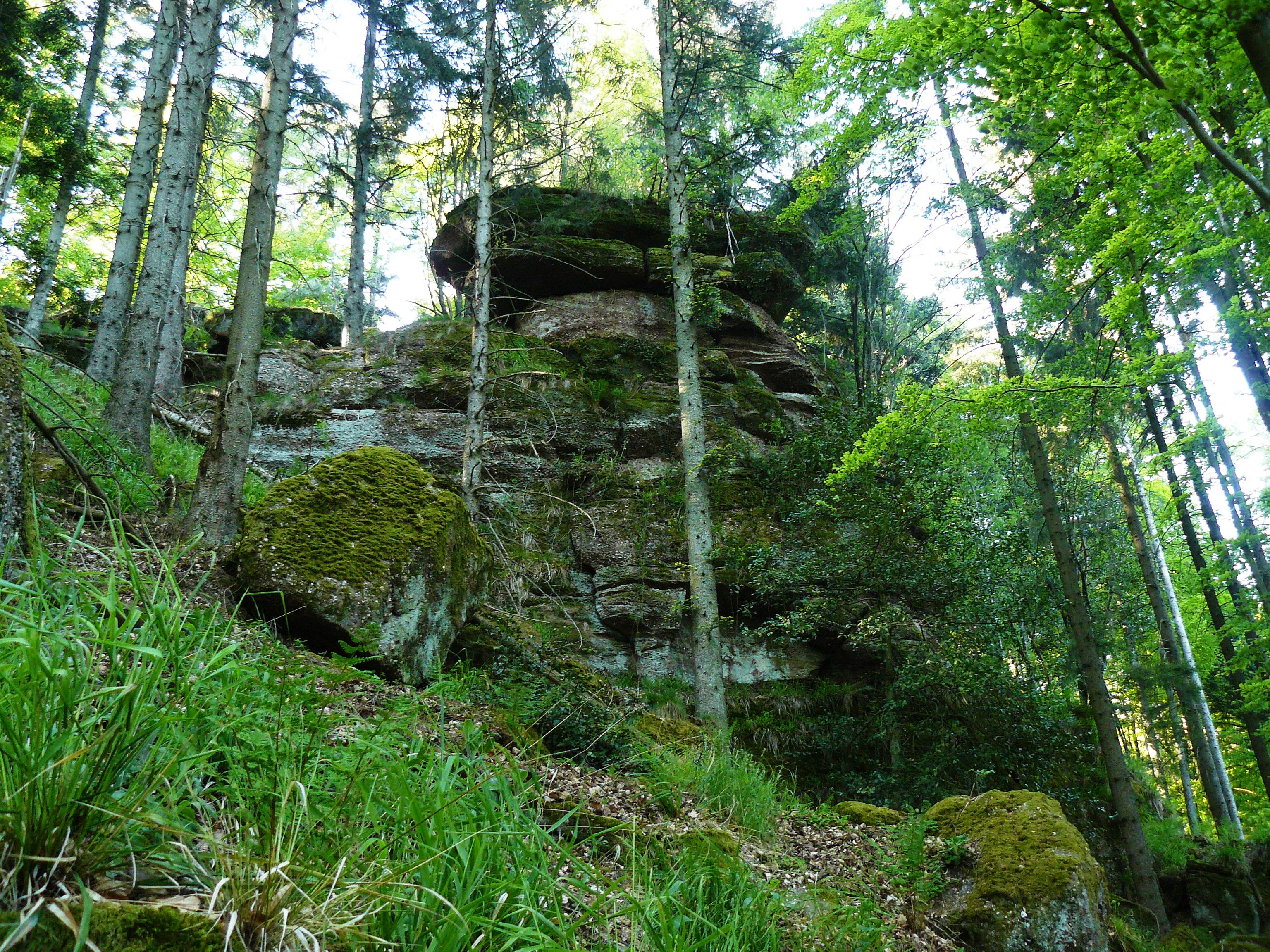
Rocher du Cheval Tombé.

L'endroit était très certainement fréquenté par des prêtresses pour le culte celtique. La roche des fées  a fait dire à certains que ce lieu est privilégié, car l'addition des trois chiffres (777 m) donne le nombre de 21, qui peut être réduit à trois, le nombre de la Trinité. Cet endroit est souvent noyé dans la brume et lorsqu'il fait beau, on a une belle vue sur le fond de la vallée de Sainte-Marie-aux-Mines, sur Breitenau, Villé, le Taennchel, le col de Fouchy, le Brézouard et le Climont. L'endroit est aussi réputé comme un haut lieu vibratoire. D'après la légende, des couples stériles se rendaient à cette place dans le ferme espoir de guérir de leur stérilité. Un peu plus bas de la Roche des Fées se trouve la grotte de Heidenkeller qui servait d'abri. Cette grotte était utilisée par les profanes comme lieu de méditation, qui devait amener les randonneurs vers la lumière. Dans ces lieux se déroulait le culte celtique et plus tard, ils auraient pu servir aux Alamans qui habitaient alors la région.

#### La Ronde des Roches (769m)

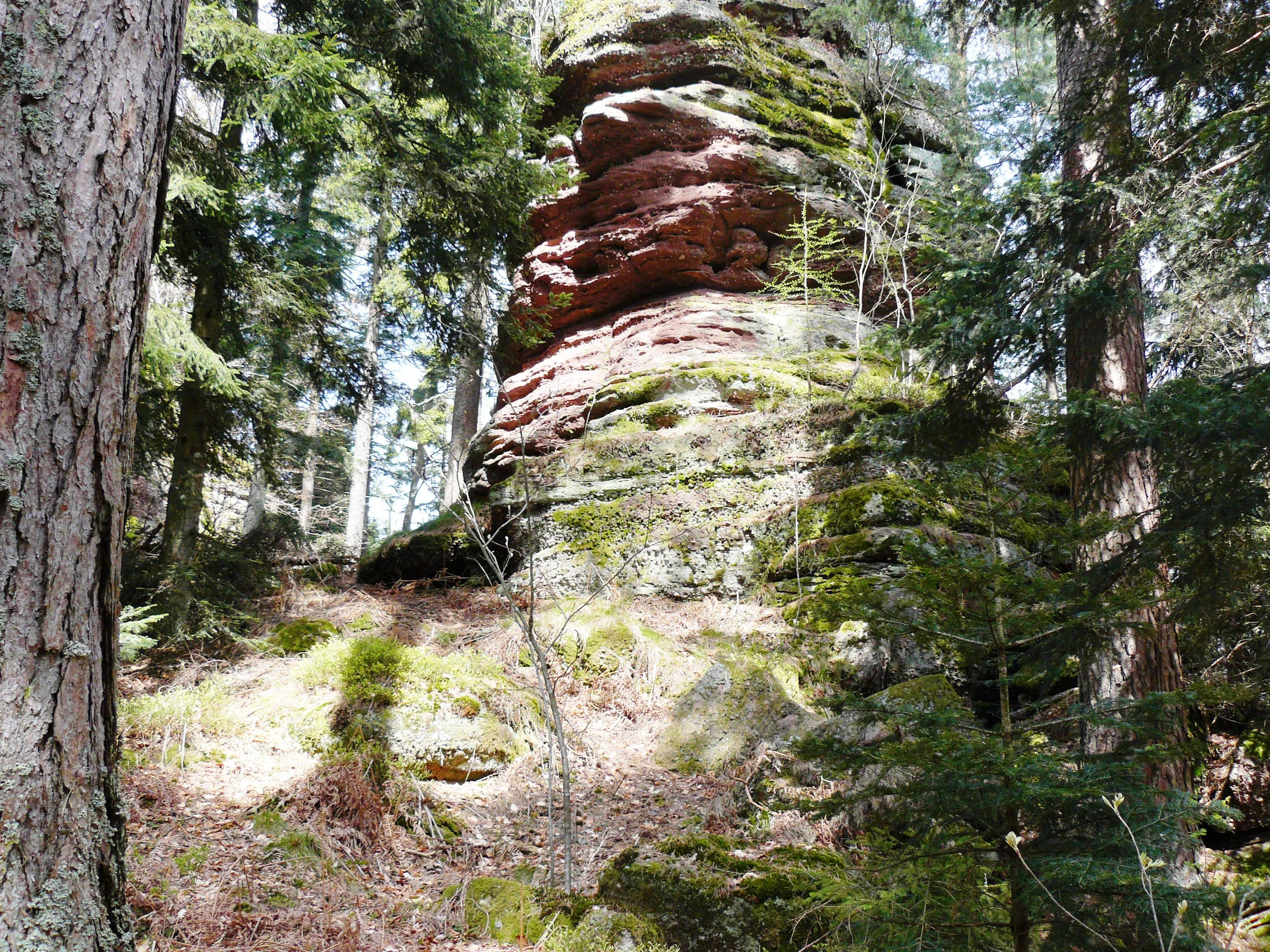
Rocher de la Ronde ds Roches (altitude : 769 m).

La Ronde des Roches appelée également Löjelefelse, Rocs Ronds, Rundfelsen, ou Rocs des Tours est un ensemble de roches  qui est reconnue comme un haut lieux d'énergie où règne selon la tradition de puissantes ondes vibratoires et revitalisante. On pense que ces roches ont pu être utilisées pour des cultes païens vers 600 ans avant Jésus-Christ.

#### Bornes frontières
Les bornes de Breitenau sont nombreuses et fort intéressantes car d'époques différentes. La forêt de Breitenau  appartenait autrefois sur sa partie supérieure au Comte-Ban avant la Révolution au Grand Chapitre de la cathédrale de Strasbourg. On y trouve des abornements réalisés entre 1764 et 1766, mais qui portent toutes l'année 1764. Elles sont armoriées, mais ont été martelées au moment de la Révolution pour effacer toute distinction féodale ou royale. On trouve également entre les limites départementales de Breitenau et de Rombach-le-Franc des bornes marquées "BN" (Breitenau) posées probablement en 1810 car l'un d'elle porte cette date. Deux, parmi les plus anciennes de la vallée (1650) ont été réutilisées; elles sont armoriées du côté de Breitenau par le blason du landgraviat de la Basse Alsace et du côté de Rombach-le-Franc par la croix de Lorraine. On trouve également des bornes installées entre 1771-1773 qui balisent la frontière entre Breitenau et Fouchy.

### Galerie

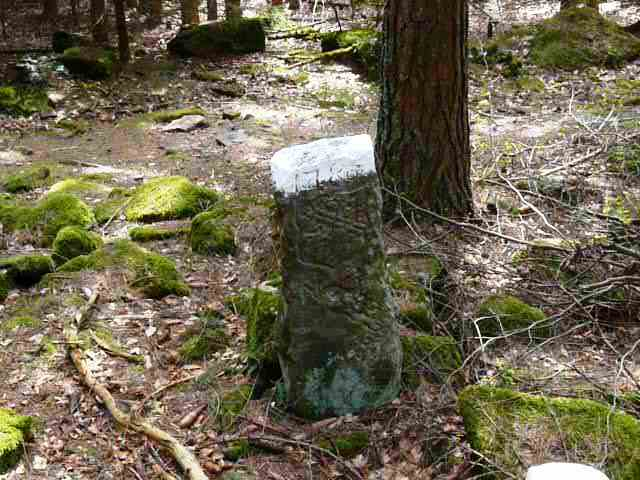
Ancienne borne frontière du Comte-Ban dans la forêt communale de Breitenau.
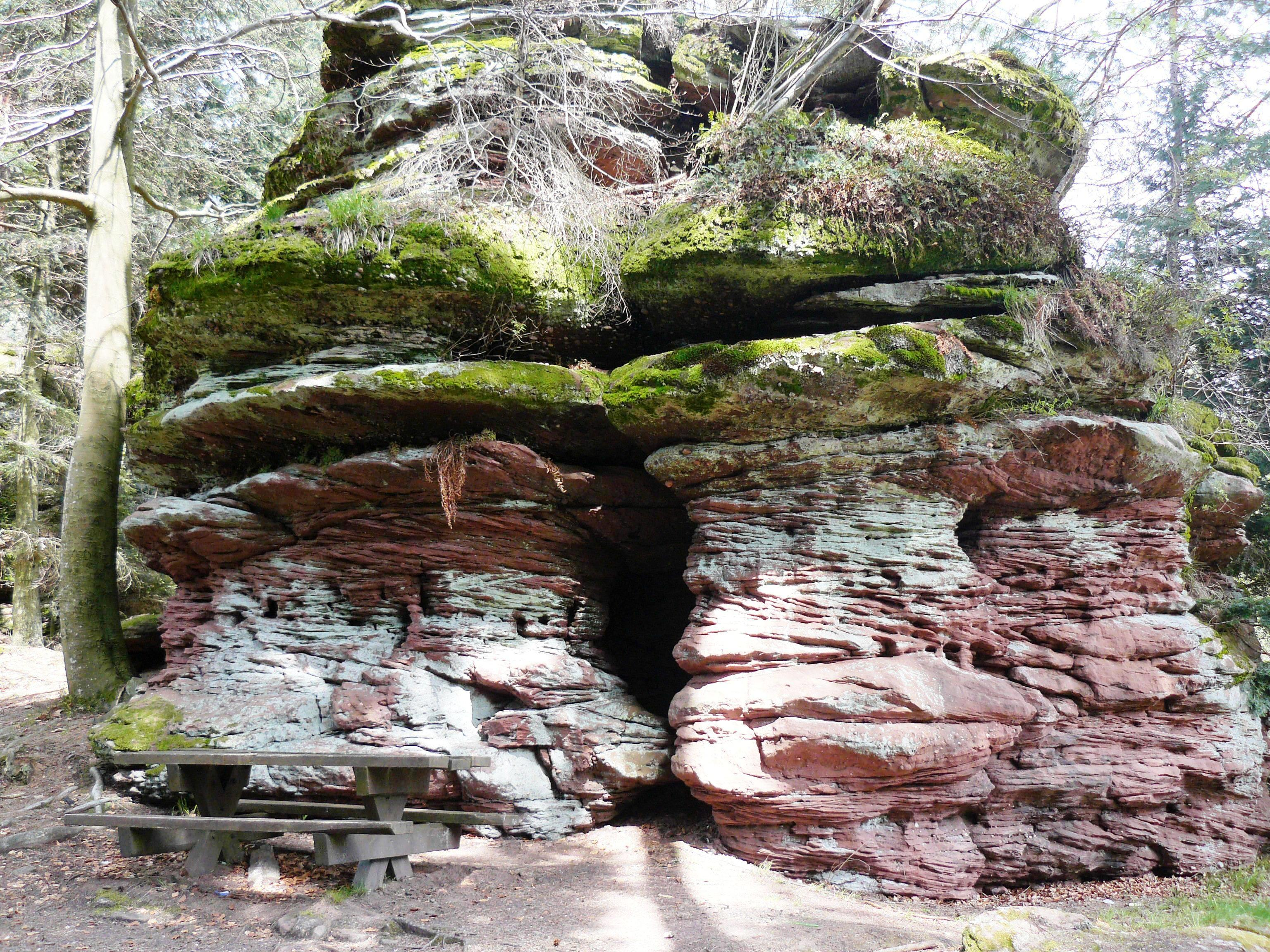
Autre rocher de la Ronde des Roches.
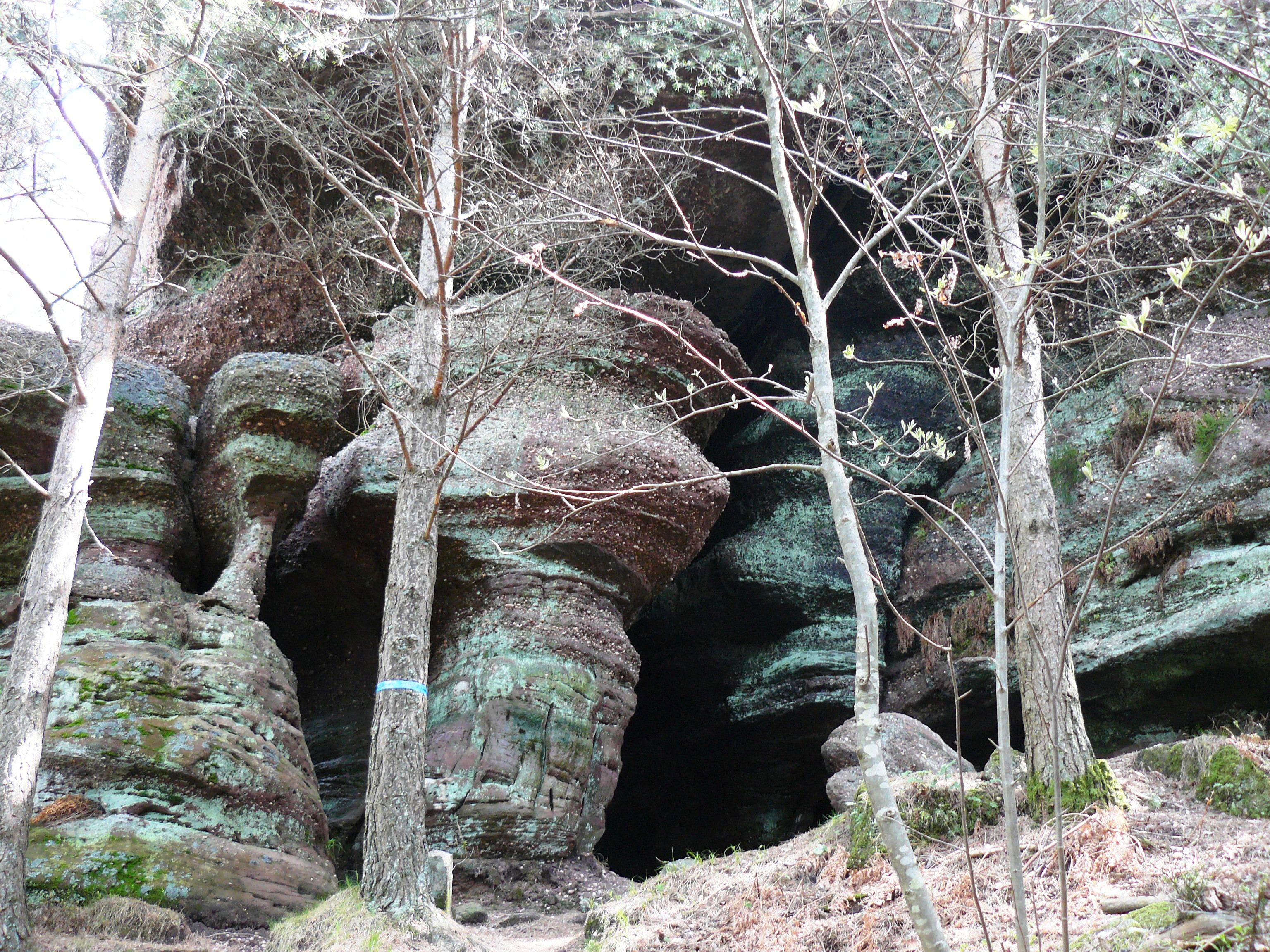
La Roche des Fées (en allemand Hexenfelsen) - altitude : 777 mètres.
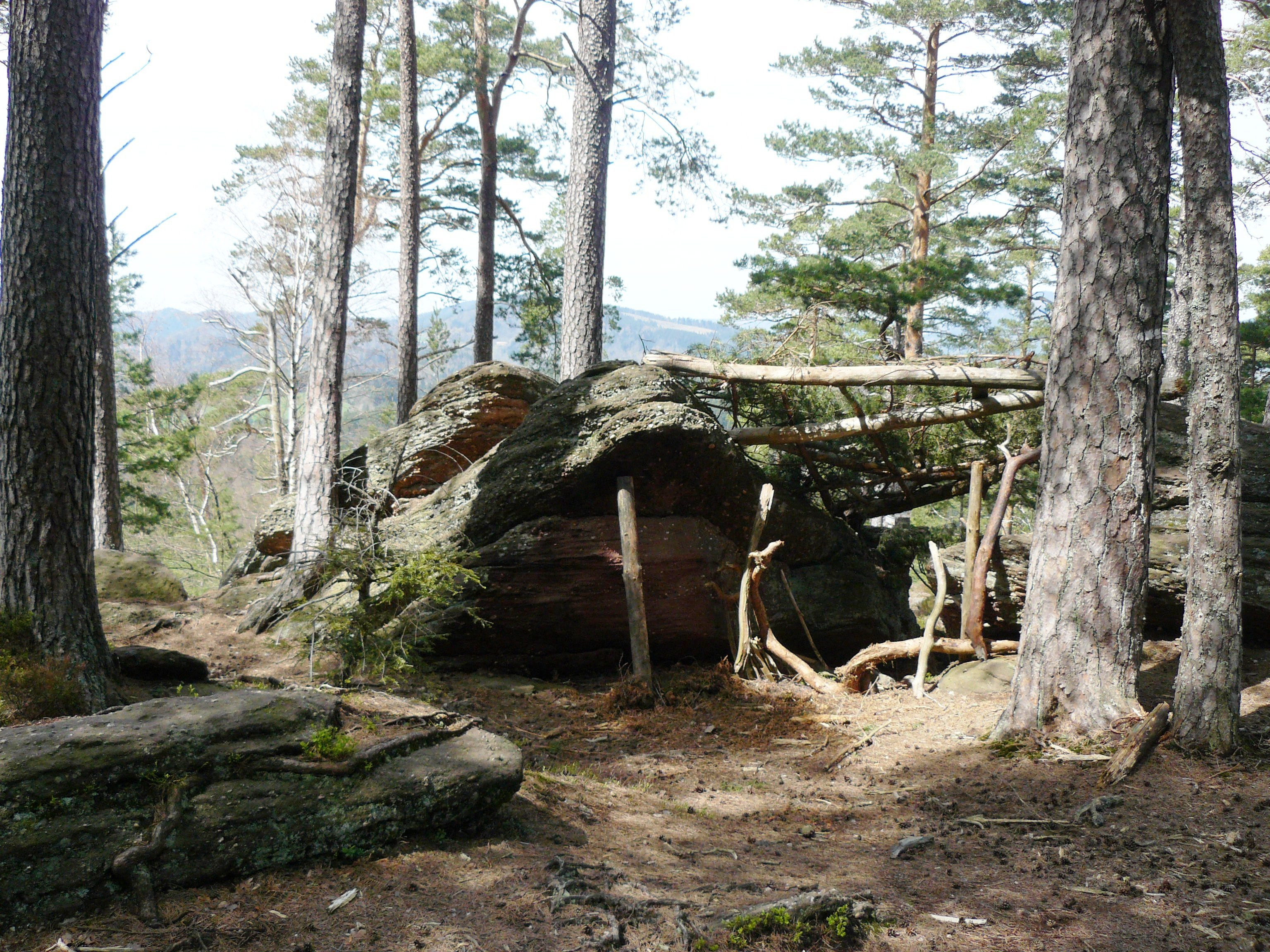
Abri Roche de la Roche des Fées.

### Personnalités liées à la commune
- Saint Dié ou Déodat, personnage légendaire du VIIe siècle[réf. nécessaire].

### Héraldique
| Blason de Breitenau (Bas-Rhin) | Blason  | D'argent aux trois fusées accolées de sinople posées en fasce et rangées en pal.                              |
| Blason de Breitenau (Bas-Rhin) | Détails | Les losanges de couleur vert rappellent vraisemblablement que Breitenau signifie « prairie large et humide ». |